# Yuliya Jitraya
Yuliya Piatrouna Jitraya (en bielorruso: Юлія Пятроўна Хітрая; Baránavichy, URSS, 11 de septiembre de 1989) es una deportista bielorrusa que compite en natación. Ganó dos medallas en el Campeonato Europeo de Natación en Piscina Corta, plata en 2017 y bronce en 2012.

## Palmarés internacional
| Campeonato Europeo en Piscina Corta | Campeonato Europeo en Piscina Corta | Campeonato Europeo en Piscina Corta | Campeonato Europeo en Piscina Corta |
| Año                                 | Lugar                               | Medalla                             | Prueba                              |
| ----------------------------------- | ----------------------------------- | ----------------------------------- | ----------------------------------- |
| 2012                                | Chartres (Francia)                  | Medalla de plata                    | 4 × 50 m estilos mixto              |
| 2017                                | Copenhague (Dinamarca)              | Medalla de plata                    | 4 × 50 m libre                      |